# Pasos al costado
«Pasos al costado» es una canción de la banda argentina de rock Turf, publicada como sencillo a comienzos del año 2005, siendo el segundo corte de difusión del álbum Para mí, para vos. La canción fue compuesta por el líder de la banda, Joaquín Levinton, y producida por Alberto Moles y Roberto Costa.
Esta canción aparece en el puesto 12 de la lista de las 50 mejores canciones del rock argentino de la década del 2000, según la revista Rolling Stone.
En 2021, la banda grabó un video oficial en vivo de la canción junto con Emiliano Brancciari, líder de No Te Va Gustar, siendo publicado como segundo sencillo del álbum en vivo en el Teatro Ópera del año 2020.

## Descripción

### Significado de la canción
La canción «Pasos al costado» es una introspección sobre la vida y las decisiones que tomamos. La letra refleja un momento de autoevaluación y conciencia sobre el camino recorrido, marcado por la incertidumbre y el miedo a enfrentar la realidad. El protagonista de la canción se cuestiona sobre el equilibrio entre lo que ha dado y recibido en la vida, y llega a la conclusión de que es necesario aceptar la vida tal como viene, con sus altibajos.
El estribillo “De cualquier modo que te toque está bien, de cualquier modo que te toque está mal” sugiere que no hay una única manera correcta de vivir la vida; cada decisión conlleva sus propias consecuencias y aprendizajes. La canción invita a abrir los ojos y ser conscientes de nuestras elecciones, reconociendo que a veces damos "pasos al costado", evitando enfrentar la realidad por miedo a lo que podamos descubrir.
Finalmente, «Pasos al costado» es también una canción de esperanza y renovación. A pesar de los errores y los momentos de duda, siempre hay una oportunidad para comenzar de nuevo, con un corazón alerta y la experiencia previa como guía para no repetir los mismos errores. La banda transmite en esta canción un mensaje universal sobre el crecimiento personal y la resiliencia.

### En la cultura futbolera
La canción también se usa como uno de los cánticos de las hinchadas de fútbol, y no solamente en Argentina, sino también en Uruguay, Brasil, México, y hasta en Japón.
Joaquín Levinton, líder de la banda y compositor de la canción, dijo en una nota a Infobae: 

"Cuando tus canciones llegan a la cancha te das cuenta que pasaron a estar en manos de la gente".

 Incluso señaló ser hincha de River y tuvo el privilegio de cantar la versión de la hinchada en el Estadio Monumental, delante de todo el público millonario.

## Músicos
Turf
- Joaquín Levinton – voz y guitarra.
- Leandro Lopatín – guitarra y coros.
- Fernando Caloia – batería y coros.
- Nicolás Ottavianelli – piano, teclados y coros.
- Tody Tapia – bajo y contrabajo.

Invitados
- Charly García – teclados y guitarra.
- Alfredo Toth – coros.
- Alberto «Miyo» Miglioranza – guitarra.